# Osadzanie wędlin
Osadzanie wędlin – proces wstępnego dosuszania i stabilizacji kształtu batonów przed dalszą obróbką. Kiełbasy przeznaczone do obróbki cieplnej osadza się na 0,5–2 godziny w przewiewnych, zaciemnionych pomieszczeniach o temperaturze 20–30°C i intensywnej cyrkulacji powietrza. Surowe kiełbasy wędzone wymagają dłuższego osadzania – 1 do 4 dni – w chłodnych warunkach (2–6°C, wilgotność ok. 85%), aż osłonka stanie się sucha i przejrzysta. Etap ten nie jest stosowany przy użyciu szybkiego peklowania nitrytowego .